# Форбс, Артур, 1-й граф Гранард
Артур Форбс, 1-й граф Гранард (англ. Arthur Forbes, 1st Earl of Granard; 1623—1696) — ирландский дворянин и военный-роялист шотландского происхождения. Он занимал должность маршала Ирландии (1670—1684), командующего Королевской ирландской армией во время правления Карла II.

## Ранняя жизнь
Родился в 1623 году. Сын и преемник сэра Артура Форбса, 1-го баронета (ок. 1590—1632) из Касл-Корса и Касл-Форбса в Абердиншире. Его отец в 1620 году прибыл в Ирландию с полком в чине подполковника. От короля Якова I он получил большие поместья в графствах Литрим и Лонгфорд. Его матерью была Джейн Лаудер, дочь сэра Роберта Лаудера с острова Басс и вдова сэра Александра Гамильтона. Его отец погиб на дуэли в 1632 году, а его воспитывала мать.

## Карьера

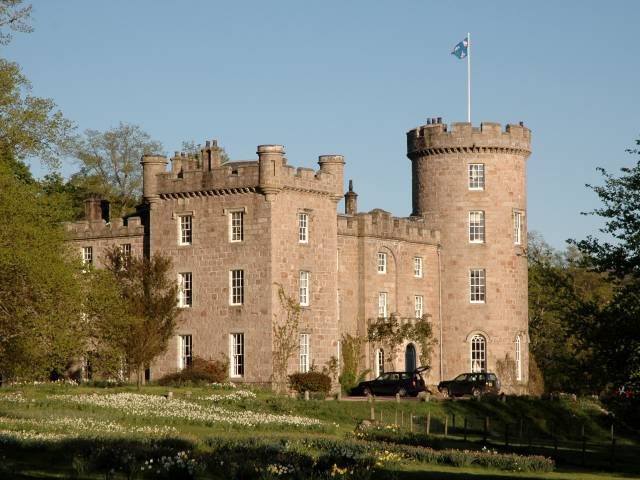
Замок Форбс

### Гражданская война в Англии
Во время восстания 1641 года Джейн Форбс была осаждена в замке Форбс, семейной резиденции, в течение девяти месяцев, и Артур Форбс собрал людей для её освобождения, хотя им было всего восемнадцать лет. В следующий раз о нем услышали в Шотландии, где он служил под началом Джеймса Грэма, 1-го маркиза Монтроза, на стороне короля Карла I. После поражения Монтроза в 1645 году Артур Форбс попал в плен и на два года был заточен в Эдинбургском замке.
После освобождения Артур Форбс предпринял усилия по восстановлению династии Стюартов, а затем вернулся в Ирландию в 1655 году.

### При Карле II
В 1660 году его послали к Карлу II в Бреду, чтобы заверить его, что, если он только перейдет в Ирландию, все королевство поддержит его. Во время Реставрации Стюартов он был назначен комиссаром искового суда Ирландии и получил дополнительные земельные участки в графстве Уэстмит. В 1661 году он вошел в ирландскую Палату общин в качестве депутата от графства Тирон.
В 1663 году Артур Форбс оказал услугу королю на севере Ирландии, когда пресек в зародыше усилия там по поддержке заговора Томаса Блада. В 1670 году он был приведен к присяге в Тайном совете Ирландии и назначен маршалом и главнокомандующим армией. В 1671, 1675—1676 и 1684/1685 годах лорд Гранард занимал должность лорда-судьи Ирландии.
22 ноября 1675 года ему был присвоен титулы барона Клэнхью в графстве Лонгфорд и виконта Гранарда из графство Лонгфорд. В 1684 году он сформировал 18-й пехотный полк, стал его полковником и 30 декабря 1684 года ему был пожалован титул графа Гранарда в Пэрство Ирландии.

### При Якове II
Яков II попытался использовать Гранарда, но он не был податливым и был отстранен от командования армией, а на его место был поставлен Ричард Толбот, 1-й граф Тирконнелл. Когда парламент Якова в Дублине принял акты об отмене и лишении прав, он выразил протест королю. Обнаружив, что его аргументы тщетны, он отправился в Палату лордов, выразил протест против этих мер и удалился в замок Форбс. Здесь он был безуспешно осажден ирландскими войсками.

### Вильямитская война
Когда Вильгельм III Оранский высадился в Ирландию, граф Гранард заменил Джона Митчелберна во главе пятитысячного отряда при взятии Слайго, капитуляции которого он добился. Это была его последняя государственная служба.

## Личная жизнь
Около 1655 года лорд Гранард женился на Кэтрин Стюарт (урожденной Ньюкомен) (? — 8 декабря 1714), дочери сэра Роберта Ньюкомена и вдове сэра Александра Стюарта, предка семьи Маунтджой. У супругов было пять сыновей и одна дочь, в том числе:
- Артур Форбс, 2-й граф Гранард (ок. 1656—1734), в 1678 году женился на Мэри Родон, дочери сэра Джорджа Родона, 1-го баронета, и достопочтенной Дороти Конвей (дочь 2-го виконта Конвея)[1].
- Достопочтенный Роберт Форбс (? — 1686), погибший при осаде Буды[1].
- Леди Кэтрин Форбс (? — 1743), в 1685 году вышедшая замуж за Артура Чичестера, 3-го графа Донегола[3].

Его последние годы прошли в замке Форбс, где он умер в 1696 году. Ему наследовал его старший сын Артур Форбс, 2-й граф Гранард.